# 2011年アイスホッケー世界選手権
2011年IIHFアイスホッケー世界選手権は2011年度のアイスホッケー世界選手権である。

## 世界選手権
今大会は4月29日から5月15日までスロバキアで開催された。

### 最終成績
|    | フィンランド   |
|    | スウェーデン   |
|    | チェコ         |
| 4  | ロシア         |
| 5  | カナダ         |
| 6  | ノルウェー     |
| 7  | ドイツ         |
| 8  | アメリカ合衆国 |
| 9  | スイス         |
| 10 | スロバキア     |
| 11 | デンマーク     |
| 12 | フランス       |
| 13 | ラトビア       |
| 14 | ベラルーシ     |
| 15 | オーストリア   |
| 16 | スロベニア     |

### 競技会場
大会はオンドレイ・ネペラ・アリーナ（ブラチスラヴァ）とスティール・アリーナ（コシツェ）の2会場で実施された。ただし、オンドレイ・ネペラ・アリーナに関しては大会期間中、オレンジ・アリーナに変更された。

## ディビジョンI
ディビジョンIは4月17日から23日までハンガリー・ブダペスト（ブダペスト・スポーツアリーナ）とウクライナ・キエフ（キエフ・スポーツ宮殿）で開催された。なお日本代表は3月の東日本大震災の影響により参加辞退を発表した。ただし、IIHFは天災による不測の事態であったことを考慮し、日本を最下位による自動降格とはせず、翌年もディビジョンIに残留することを認めた。これに伴い、グループAからは5位が来季ディビジョンIIに降格となった。
| Group A - ハンガリー - イタリア（優勝） - 日本 (参加辞退) - 韓国 - スペイン（来季ディビジョンIIに降格） - オランダ | Group B - エストニア（来季ディビジョンIIに降格） - イギリス - カザフスタン（優勝） - リトアニア - ポーランド - ウクライナ |

## ディビジョンII
ディビジョンIIは、グループAが4月4日から10日までオーストラリア・メルボルン（メルボルン・アイスハウス）で、またグループBが4月10日から16日までクロアチア・ザグレブ（ドム・スポルトヴァ）で開催された。なお北朝鮮代表は財政難により参加辞退を発表した。その結果、対戦相手はすべて5-0で勝利とみなされた。
| Group A - オーストラリア（優勝） - ベルギー - メキシコ - ニュージーランド - 北朝鮮（参加辞退、来季ディビジョンIIIに降格） - セルビア | Group B - ブルガリア - 中華人民共和国 - クロアチア - アイスランド - アイルランド（来季ディビジョンIIIに降格） - ルーマニア（優勝） |

## ディビジョンIII
ディビジョンIは4月11日から17日まで南アフリカ共和国・ケープタウン（グランドウェスト・アイスアリーナ）で開催された。なおモンゴル代表は財政難により参加辞退を発表した。その結果、対戦相手はすべて5-0で勝利とみなされた。
- ギリシャ
- イスラエル（優勝）
- ルクセンブルク
- モンゴル（参加辞退）
- 南アフリカ共和国
- トルコ